# Hurwitzův kvaternion
Hurwitzův kvaternion je v matematice označení pro takový kvaternion, který má buď všechny koeficienty celočíselné nebo má všechny koeficienty tvořené polocelými čísly (část koeficientů celých a část polocelých je tedy nepřípustná). Formální vyjádření množiny všech Hurwitzových kvaternionů je tedy:
{\displaystyle H=\left\{x_{0}+x_{1}\,\mathrm {i} +x_{2}\,\mathrm {j} +x_{3}\,\mathrm {k} \in \mathbb {H} \;\mid \;(x_{0},x_{1},x_{2},x_{3})\in \mathbb {Z} ^{4}\,\cup \,({\tfrac {1}{2}}+\mathbb {Z} )^{4}\right\}}
Tato množina je uzavřená na sčítání i násobení a tvoří tedy podokruh okruhu všech kvaternionů. Hurwitzovy kvaterniony zavedl v roce 1919 německý matematik Adolf Hurwitz.
Příbuzným pojmem je Lipschitzův kvaternion, což je kvaternion se všemi koeficienty celočíselnými. Formální vyjádření množiny Lipschitzových kvaternionů je tedy:
{\displaystyle L=\left\{x_{0}+x_{1}\,\mathrm {i} +x_{2}\,\mathrm {j} +x_{3}\,\mathrm {k} \in \mathbb {H} \;\mid \;(x_{0},x_{1},x_{2},x_{3})\in \mathbb {Z} ^{4}\right\}}
I Lipschitzovy kvaterniony jsou uzavřené na sčítání a násobení, tvoří tedy okruh, který je podokruhem Hurwitzových kvaternionů. Lipschitzovy kvaterniony se nazývají podle německého matematika Rudolfa Lipschitze.
Výhodou Hurwitzových kvaternionů oproti Lipschitzovým je, že tvoří eukleidovský obor a tedy i obor s jednoznačným rozkladem.